# خودمدیریتی کارگران
خودمدیریتی کارگران (همچنین خودمدیریتی، مدیریت نیروی کار، کنترل کارگری، دموکراسی صنعتی، دموکراسی در محیط کار و تعاونی کارگری) نوعی از مدیریت سازمانی بر اساس فرایندهای کاری خودگردان از سوی نیروی کار سازمان است. خودمدیریتی، یکی از مشخصه‌های بسیاری از انواع سوسیالیسم است و طرح‌های پیشنهادی مختلف برای خودمدیریتی، توسط سوسیالیست‌های بازار، کمونیست‌ها و آنارشیست‌ها، به کرات در طول تاریخ جنبش سوسیالیستی وجود داشته‌اند.
انواع مختلفی از خودمدیریتی وجود دارد. در برخی انواع، تمام اعضای نیروی کار، سازمان را به‌ طور مستقیم توسط انجمن‌ها مدیریت می‌کنند. در انواع دیگر، کارگران مدیریت را به صورت غیرمستقیم و از طریق انتخاب مدیران متخصص اعمال می‌کنند. خودمدیریتی می‌تواند شامل نظارت و سرپرستی کارگران بر سازمان از طریق برگزیدن هیئت منتخب، انتخاب مدیران متخصص یا مدیریت خودگردان بدون حضور مدیران متخصص باشد. اهداف خودمدیریتی عبارتند از: بهبود بهره‌وری از طریق اعطای خودمختاری بیشتر به کارگران در عملکردهای روزمره، تقویت روحیه، استحاله کردن از خودبیگانگی و زمانی که با مالکیت کارگران همراه باشد، زدودن استثمار.
یک تشکیلات خودمدیریتی، با عنوان یک شرکت تحت مدیریت کارگری شناخته می‌شود. خودمدیریتی به حقوق نظارت درون یک سازمان تولیدی اشاره دارد که ارتباطی با مسائل مالکیتی و نظام اقتصادی که سازمان تحت آن اداره می‌شود ندارد. خودمدیریتی یک سازمان می‌تواند با طرح مالکیت سهام کارکنان در آن سازمان همراه باشد. با این حال، خودمدیریتی همچنین می‌تواند در یک سازمان تحت مالکیت دولتی و یا به میزان محدودتر در یک شرکت خصوصی، و به صورت مشارکت کارگران و حضور نمایندگان کارگران در هیئت مدیره، وجود داشته باشد.

## نظریه اقتصادی
یک نظام اقتصادی متشکل از شرکت‌های خودمدیریتی گاهی اوقات به عنوان اقتصاد مشارکتی، اقتصاد خودمدیریتی یا اقتصاد تعاونی شناخته می‌شود. این مدل اقتصادی یک نسخه عمده از سوسیالیسم بازار و اقتصاد برنامه‌ریزی شده غیر متمرکز است که از این تصور نشئت می‌گیرد که مردم باید بتوانند در تصمیم‌گیری‌هایی که بر رفاه آن‌ها تأثیر می‌گذارند، مشارکت داشته باشند. طرفداران اصلی سوسیالیسم بازار خودمدیریتی در قرن بیستم عبارتند از اقتصاددانان: بنجامین وارد، یاروسلاو وانک و برانکو هوروت. مدل خودمدیریتی وارد-وانک، دربرگیرنده تقسیم مسئولیت‌های کارآفرینی در میان همه شرکای شرکت است.
برانکو هوروت یادآور می‌شود که مشارکت تنها مطلوب‌تر نیست، بلکه بر اساس سنجش‌های اقتصادی، نتیجه می‌گیرد که بهره‌وری با مشارکت بیشتر در تصمیم‌گیری افزایش می‌یابد؛ بدین ترتیب از دیدگاه اقتصادی نیز خودمدیریتی از مدیریت سلسله مراتبی و اقتدارگرای سنتی پایدارتر است. به گفته هوروت، این تحولات، در حال هدایت جهان را به سوی شیوهٔ سازماندهی سوسیالیستی خودگردان هستند.
چهره‌های اقتصادی تاریخی که از تعاونی‌ها و برخی از انواع خودمدیریتی حمایت می‌کردند عبارت بودند از پیر-ژوزف پرودون آنارشیست، اقتصاددان کلاسیک جان استوارت میل و اقتصاددان نئوکلاسیک آلفرد مارشال. از طرفداران معاصر خودمدیریتی می‌توان به اقتصاددان مارکسیست آمریکایی ریچارد دی. ولف و فیلسوف آنارشیست نوآم چامسکی اشاره کرد.